# Tesistán
Tesistán är en ort i Mexiko.   Den ligger i kommunen Zapopan och delstaten Jalisco, i den centrala delen av landet, 500 km väster om huvudstaden Mexico City. Tesistán ligger 1 596 meter över havet och antalet invånare är 29 253.
Terrängen runt Tesistán är platt åt sydost, men åt nordväst är den kuperad. Runt Tesistán är det mycket tätbefolkat, med 1 095 invånare per kvadratkilometer. Närmaste större samhälle är Zapopan, 12,3 km sydost om Tesistán. Trakten runt Tesistán består till största delen av jordbruksmark.